# ماريا تيريزا (أميرة بيرا)
ماريا تيريزا من البرتغال أميرة بيرا (البرتغالية:Maria Teresa de Bragança؛ 29 أبريل 1793 - 17 يناير 1879)؛ هي انفانتا برتغالية، فهي الابنة الكبرى لـ جواو السادس ملك البرتغال والبرازيل والغرب وكارلوتا خواكينا الإسبانية، كانت أميرة بيرا (اللقب الذي يعطي لأكبر بنات الملك) قبل أن يتم سحب منها اللقب بعد ولادتها شقيقها فرانسيسكو أنطونيو في 1793، تزوجت أولا من ابن عمتها/خالها إنفانتي بيدرو كارلوس من إسبانيا والبرتغال بـ ريو دي جانيرو عام 1810 عندما كانت العائلة المالكة منفية في البرازيل، ولكن زوجها توفي بعد وقت قصير من ولادة ابنها في 1812، لاحقاً أصبحت حليفة لشقيقها الأصغر ميغيل الأول ملك البرتغال في محاولته الحصول على العرش، وأيضا لصهرها وخالها كارلوس الخامس ملكاً على إسبانيا، وأيضا من مناصريه في الحرب الكارلية الأولى (1840-1833) هي وابنها الذي أصبح أحد قادته بالحرب، ومع وفاة شقيقتها انفانتا ماريا فرانسيسكا في 1834، تزوجت من خالها كارلوس في 1838، ومع ذلك هذا الزواج لم ينجبوا أية أبناء، إلا أنها استطعت اعتناء به حتى وفاته في 1855، وبقيت حوالى 19 عاماً من وفاته، حتى توفيت هي الأخرى في ترييستي بعد أن ناهزت من العمر الثمانون عاماً في عام 1879.